# Maksim Mamutov
Maksim Mamutov (* 4. Januar 1989) ist ein estnischer Fußballspieler mit russischer Herkunft. Der auf der Position des Torhüters zum Einsatz kommende Mamutov spielt aktuell beim FC Ajax Lasnamäe. Für den Klub aus dem Tallinner Stadtteil Lasnamäe spielt der Torwart seit dem Jahr 2007, wo dieser zu Einsätzen in der Meistriliiga und Esiliiga kam.